# Selenotichnus
Selenotichnus es un  género de coleópteros adéfagos de la familia Carabidae.

## Especies
Comprende las siguientes especies:
- Selenotichnus klapkai Kataev & Wrase, 2006
- Selenotichnus olegi Kataev, 1999
- Selenotichnus parvulus Kataev & Wrase, 2006